# Battlefield 2: Modern Combat
Battlefield 2: Modern Combat es un videojuego de disparos en primera persona, el primero para consolas de la serie Battlefield. Desarrollado por EA Digital Illusion CE y distribuido por Electronic Arts. Ha salido para tres consolas: PlayStation 2, Xbox, y Xbox 360. El juego mejora su calidad gráfica en comparación a la versión original de Windows, con mejoras en su jugabilidad en el modo multijugador. 
El juego de campaña para un solo jugador gira en torno a una guerra ficticia entre la OTAN y China que tiene lugar en Kazajistán. Los medios de ambos lados transmiten propaganda que acusa al otro de crímenes de guerra mientras el jugador lucha por cada nación de un lado a otro. Cuando el jugador finalmente elige un bando para llevar a la victoria, se revela que una organización terrorista llamada Burning Flag es responsable de engañar tanto a la OTAN como a China para que comiencen la guerra. Varios crímenes de guerra que cada lado cree que el otro cometió durante la lucha fueron de hecho organizados por Burning Flag, que también saboteó el único intento conocido de negociación. El lado ganador debe evitar que el líder de Burning Flag, el Comandante 31, lance 3 misiles balísticos intercontinentales nucleares en Estados Unidos, Europa y China, el fracaso significaría que ninguna de las partes tendría nada por lo que luchar o vivir. Durante el transcurso de una intensa batalla, los lanzamientos de misiles balísticos intercontinentales se detienen y el Comandante 31 muere, y el jugador es aclamado como el héroe que hizo posible la victoria de China o la OTAN. 
Otra de las novedades viene por el lado de la multijugabilidad, ya que tendrá la capacidad de albergar hasta 24 jugadores simultáneos y en tiempo real en un mismo mapa.